# Ypsilon3 Eridani
Ypsilon³ Eridani (Beemim, υ³ Eri) – gwiazda w gwiazdozbiorze Erydanu, odległa od Słońca o około 296 lat świetlnych. Jest to olbrzym należący do typu widmowego K3,5.

## Nazwa
Tradycyjna nazwa gwiazdy, Beemim, przypuszczalnie wywodzi się od arabskiego ‏التوأم‎ Al Tau᾽am, co oznacza „bliźnięta” i odnosi się do pary tworzonej przez tę gwiazdę i pobliską υ⁴ Eri. Dawniej nazwę tę odnoszono do siedmiu gwiazd, od υ¹ Eri do υ⁷ Eri. Międzynarodowa Unia Astronomiczna w 2017 roku formalnie zatwierdziła użycie nazwy Beemim dla określenia tej gwiazdy.